# 데네볼라
데네볼라(사자자리 베타, Denebola, Beta Leonis)는 사자자리에서 두 번째로 밝은 별이다. 데네볼라는 분광형 A의 주계열성으로 연주시차로 계산했을 때지구에서 약 36광년 떨어진 곳에 있으며, 밝기는 태양의 약 15배이며 태양보다 질량이 75% 더 나간다. 겉보기 등급은 +2.14이다.
데네볼라는 방패자리 델타형 변광성으로, 밝기가 몇 시간의 주기로 매우 경미하게 변한다.

## 어원
데네볼라는 Deneb Alased의 줄임말로써 아랍어 ذنب الاسد(다나브 알-아사드)에서 왔고 의미는 '사자의 꼬리'이다. 이름에 걸맞게 데네볼라는 별자리에서 사자의 꼬리에 해당된다. 백조자리의 데네브 작명 또한 비슷한 과정을 밟았다. 알폰소 목록에는 Denebalezeth로 표기되어 있다.1871년 R. A. 프록터의 북반구 항성 목록에는 이 별을 Deneb Aleet(데네브 알리트)로 기록하고 있다. 중국에서 이 별은 五帝座一(오제좌일)로 표기하는데 이는 '오 제좌에서 첫째 별'이라는 뜻이다. 점성학에서 이 별은 불행과 불운의 상징이었다.
11세기 학자이자 다양한 학문에 통달했던 알 비루니는 데네볼라에 대해 이렇게 기록했다. "이 별이 떠오르면서 열기는 물러가며, 이 별이 지면 냉기가 물러간다." 15세기 천문학자 울루그 베그는 이 별에 '알 사라파'라는 이름을 붙였는데('날씨를 바꾸는 자'라는 의미임) 이는 주변 별과는 구별된 독립적 명칭이다. 1603년 출판된 요한 바이어의 우라노메트리아에서 이 별은 '사자자리 베타'로, 1725년 출간된 존 플램스티드의 성표에는 '사자자리 94'로 기록되었다.(플램스티드 성표는 요한 바이어의 방법과는 달리 밝기가 아니라 경도상 배치된 순서대로 아라비아 숫자를 증가시킨다.)

## 특징
데네볼라의 나이는 4억 년이 되지 않는 것으로 보인다. 간섭계로 측정한 반지름은 태양의 173% 정도이다. 항성의 스펙트럼에 기초하면 데네볼라의 분광형은 A3 V이다. 여기서 V는 광도분류상 주계열임을 뜻하며 중심핵에서 수소를 태워 에너지를 생산하는 단계이다. 데네볼라의 외피층 유효 온도는 약 8500 켈빈으로 전형적인 흰색 빛을 뿜는 A형 별의 외관을 보인다. 데네볼라의 자전속도는 1초에 약 128 킬로미터에 이른다. 이 속도는 태양 자전속도의 약 60배나 되며, 대표적인 초고속 회전 항성인 아케르나르와 비슷한 속도이다. 데네볼라는 방패자리 델타형 변광성으로 1일에 10번 꼴로 약 0.025 등급의 밝기 변화를 보인다.
데네볼라는 적외선 초과 현상을 보여주는데, 여기서 데네볼라의 주변에 먼지 원반이 형성되어 있음을 알 수 있다. 이는 베가나 화가자리 베타처럼 데네볼라의 주변에 외계 행성의 재료가 될 물질들이 존재한다는 의미이다. 먼지 원반의 온도는 약 120 켈빈이다. 허셜우주망원경으로 관측한 결과 이 먼지 원반은 항성에서 39 천문단위 떨어져 있었다.
운동학적 관점에서 데네볼라는 초성단 IC 2391으로 알려진 성협의 일원으로 보인다. 이 성협의 별들은 중력에 의해 묶여 있지는 않으나 대체로 비슷한 고유운동을 보이고 있다. 여기서 이 별들은 처음에 하나의 산개 성단에서 태어났음을 추측할 수 있다. 데네볼라와 같은 성협에서 태어난 것으로 추측되는 천체들로 화가자리 알파, 작은개자리 베타, 산개성단 IC 2391이 있다. 이외에도 60개 정도의 별들이 이들과 같은 장소에서 태어났음이 지금까지 확인되었다.

## 같이 보기
- 가까운 밝은 별 목록